# Christoph Freund
Christoph Freund (* 2. Juli 1977 in Leogang) ist ein österreichischer Fußballmanager und ehemaliger Fußballspieler. Er war von 2015 bis 2023 Sportdirektor beim FC Red Bull Salzburg. Im September 2023 wechselte er in der gleichen  Position zum FC Bayern München.

## Karriere

### Als Aktiver
Freund begann seine Karriere 1989 beim ESV Saalfelden. 1991 wechselte er in die Jugend des SV Austria Salzburg. Zur Saison 1996/97 wurde er in die Amateurmannschaft der Salzburger hochgezogen. 1997 schloss er sich dem SC Kundl an.
Zur Saison 1999/2000 wechselte er zum Zweitligisten WSG Wattens. Sein Debüt in der zweiten Liga gab er im Juli 1999 am zweiten Spieltag jener Saison, als er gegen den SV Wörgl in der Startelf stand. In der Saison 2000/01 musste Freund mit den Wattenern in die Regionalliga absteigen. Nach dem Abstieg wechselte er zum Zweitligisten SC Untersiebenbrunn. Nach einer Saison in Niederösterreich wechselte er in die Regionalliga West zum ASVÖ FC Puch.
2003 schloss er sich dem Landesligisten FC Zell am See an. Mit Zell am See konnte er 2004 in die Regionalliga aufsteigen. 2005 ging er zum Landesligisten SV Grödig. 2006 wechselte Freund zum SC Leogang, bei dem er schließlich 2013 seine Karriere auch beendete.

### Nach der aktiven Zeit
Nach dem plötzlichen und unerwarteten Tod seines Vaters Gottfried im Jahr 2002 übernahm er die familieneigene Tischlerei in Leogang, 2007 stieg er aus dem Unternehmen als Gesellschafter und Geschäftsführer aus. Freund wurde 2006 Teammanager und im Winter 2012 Sportkoordinator des FC Red Bull Salzburg. Zur Saison 2015/16 wurde er Nachfolger von Ralf Rangnick als Sportdirektor. In seinen acht Spielzeiten im Amt holte Salzburg jedes Mal den Meistertitel und wurde sechsmal Cupsieger. Zudem qualifizierte sich der Verein erstmals für die UEFA Champions League und erreichte dort 2021/22 mit der Qualifikation für das Achtelfinale den Höhepunkt der Klubgeschichte. Unter seine Ägide in Salzburg fallen zudem die Rekordverkäufe von Spielern wie Dominik Szoboszlai, Erling Haaland oder Karim Adeyemi.
Im Juli 2023 wurde bekanntgegeben, dass Freund Salzburg nach 17 Jahren verlassen und zum deutschen Serienmeister FC Bayern München wechseln wird. Freund beendete zunächst noch die Transferzeit der Salzburger und wechselte anschließend im September 2023 als Sportdirektor zu den Münchnern.

## Persönliches
Sein Sohn Nikolas (* 2007) wurde ebenfalls Fußballspieler.